# Bedihošť

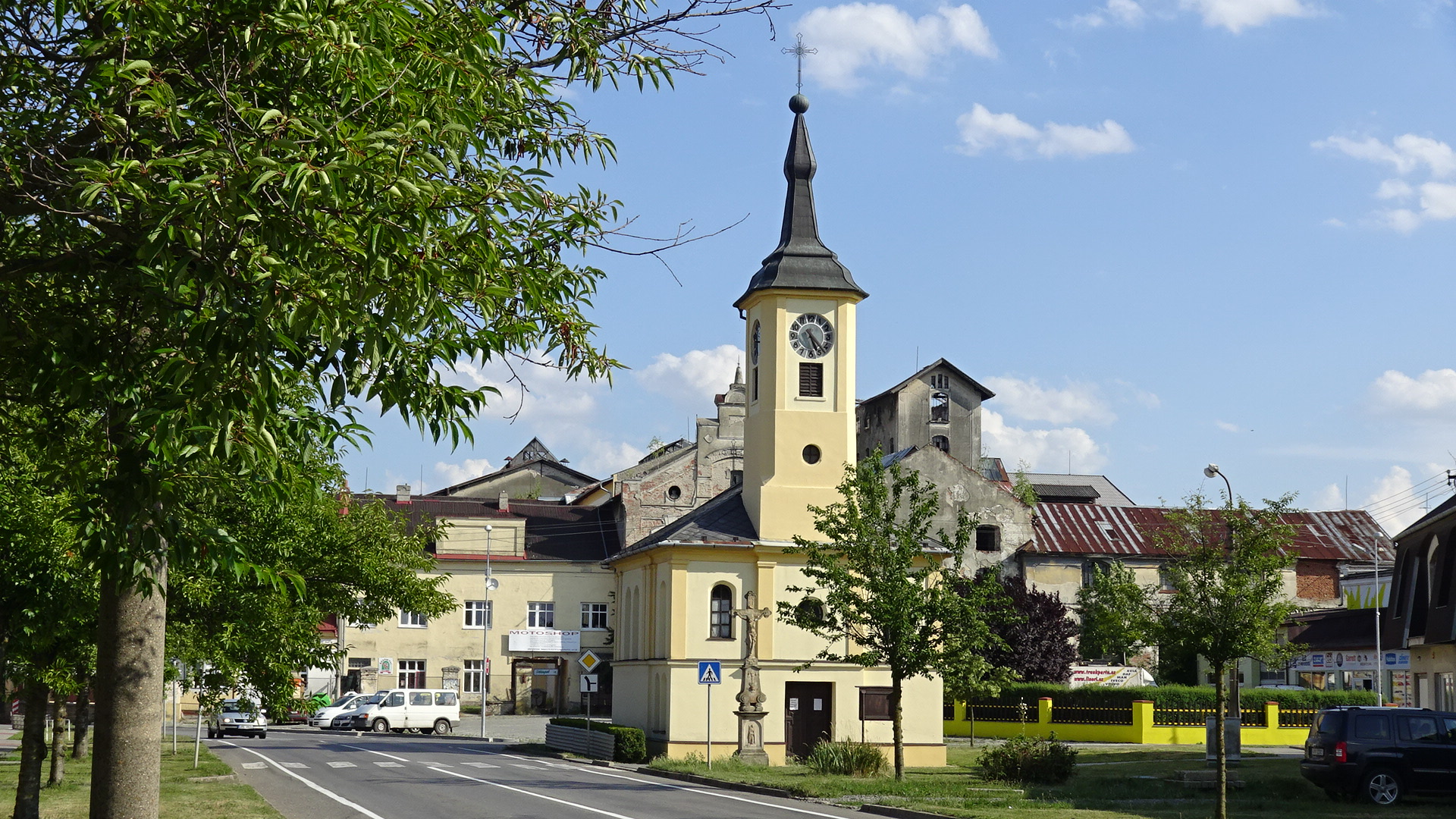
Kapelle des hl. Florian

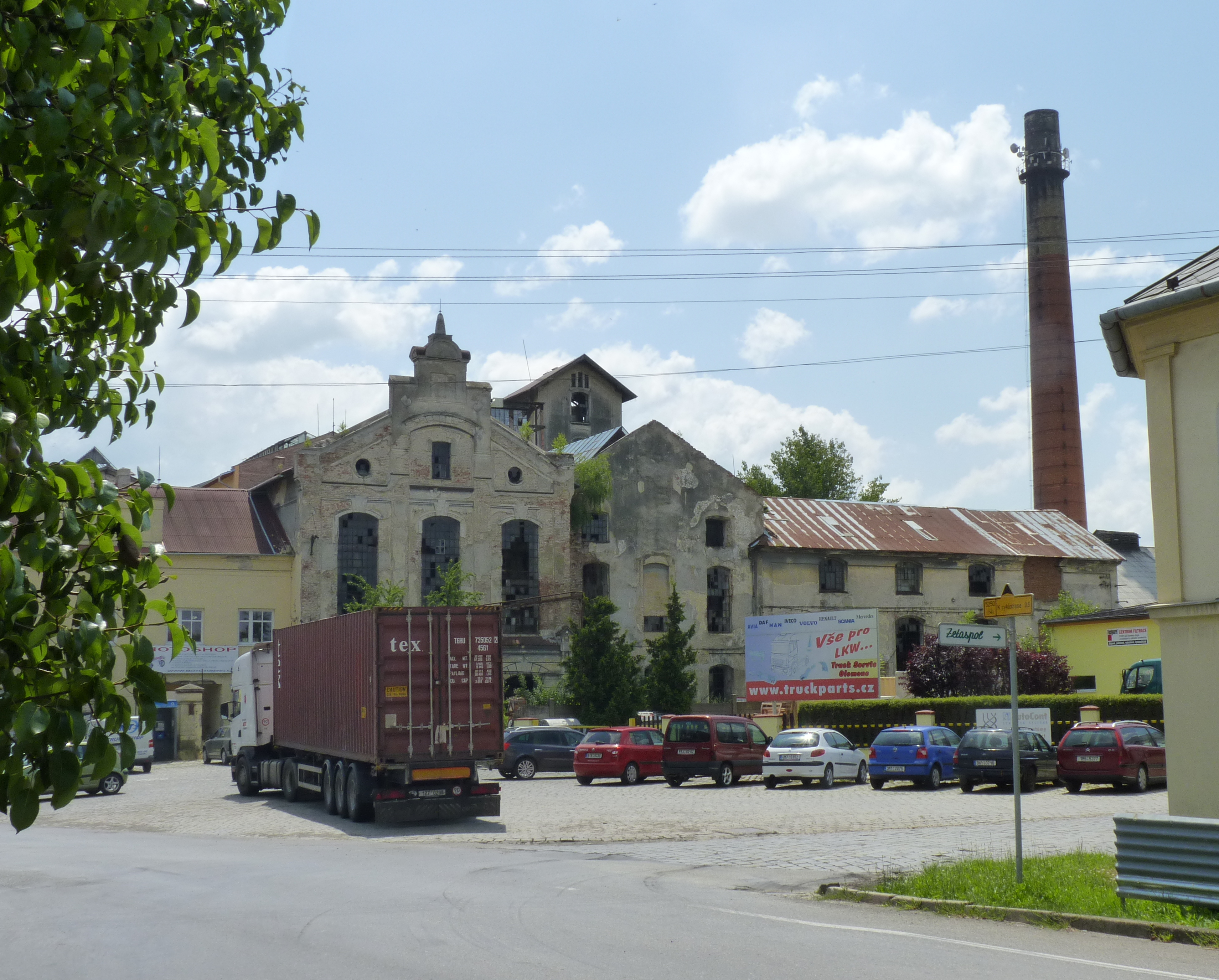
Ruine der Zuckerfabrik

Bedihošť (deutsch Bedihoscht) ist eine Gemeinde in Tschechien. Sie befindet sich vier Kilometer südöstlich von Prostějov und gehört zum Okres Prostějov.

## Geographie
Bedihošť befindet sich rechtsseitig der Valová in der Hanna. Westlich und südlich wird der Ort vom Malý potůček umflossen. Nordwestlich des Dorfes liegt der Sportflugplatz Prostějov. Nachbarorte sind Kralický Háj und Čechůvky im Norden, Kralice na Hané und Vítonice im Nordosten, Hrubčice im Osten, Otonovice im Südosten, Čehovice im Süden, Výšovice im Südwesten, Žešov im Westen sowie Prostějov im Nordwesten.

## Geschichte
Die erste urkundliche Erwähnung über Behihosstz stammt aus dem Jahre 1249, dabei soll es sich um ein mittelalterliches Falsifikat handeln. Eine weitere Erwähnung erfolgte 1275, zu dieser Zeit bestand der Ort aus einer Schenke und einer Schmiede. Das im 13. Jahrhundert nachweisliche Rittergeschlecht von Bedihošť besaß vermutlich einen Freihof. Im Laufe des 15. und 16. Jahrhunderts wurde das Dorf dann als Bedyjost, Bedyhossty, Bedihossty und Bedihošče bezeichnet. Im Jahre 1509 verglich sich das Dorf mit dem Hradischer Abt Paul wegen der Frondienste. Zur Aufhilfe des notleidenden Stiftes Hradisko schenkte König Ladislaus Jagiello diesem im Jahre 1512 die königlichen Hutweiden Blatta bei den Dörfern Bedihošť, Hrubčice, Čehovice, Bystročice und Žerůvky, zur Umwandlung in Wiesenland, um dieses zinslich an die Untertanen zu verpachten. Seit 1720 ist die Namensform Bedihoscht überliefert. Der Meierhof wurde 1786 aufgehoben und sämtliche Gebäude und Fluren – mit Ausnahme des Schüttkastens – emphyteutisch veräußert. Zusammen mit der Herrschaft Břesowitz wurde das Dorf 1825 vom Religionsfonds an Klemens Wenzel Lothar von Metternich verkauft und mit der Allodialherrschaft Kojetein vereinigt.
Im Jahre 1835 bestand das im Olmützer Kreis gelegene Dorf Bedihoscht bzw. Bedihosst aus 41 Häusern mit 308 mährischsprachigen Einwohnern. Haupterwerbsquelle bildete die Landwirtschaft. Im Ort gab es eine Kapelle des hl. Florian und ein Wirtshaus. Pfarrort war Kralitz, der Amtsort Kojetein. 1846 wurde der Ort Budihošť genannt. Bis zur Mitte des 19. Jahrhunderts blieb Bedihoscht der Herrschaft Břesowitz untertänig.
Im Jahre 1880 bestand der Ort aus 51 Häusern und hatte 784 Einwohner, darunter 74 Deutsche. Am 1. Jänner 1983 verlor Václavovice seinen Status als Ortsteil und wurde in das Dorf Bedihošť integriert.

## Ortsgliederung
Für die Gemeinde Bedihošť sind keine Ortsteile ausgewiesen. Zu Bedihošť gehört die Ansiedlung Václavovice (Watzlawitz).

## Sehenswürdigkeiten
- Kapelle des Hl. Florian, errichtet 1773
- Kapelle des Hl. Wenzel in Václavovice
- Marterl am Bahnhof
- Sonnenuhr